# Jean-Baptiste Haillet de Couronne
Pour les articles homonymes, voir Haillet.
Jean-Baptiste-Guillaume Haillet de Couronne, né à Rouen le 14 avril 1728 et mort à Paris le 29 juillet 1810, est un savant et érudit français.

## Biographie
Il est le fils de Guillaume Louis Haillet de Couronne, lieutenant criminel général au bailliage de Rouen, décédé à l'âge de 46 ans le 13 février 1740, et de Marie Anne Le Chapelain, décédée en 1788. Du côté maternel, il est le petit-fils d'un procureur général au parlement de Rouen (1726), et le neveu de Charles-Jean-Baptiste Le Chapelain (1710 Rouen-1779 Malines), prêtre et membre de la Compagnie de Jésus.
Après avoir terminé de brillantes études au collège Louis-le-Grand à Paris, il entre en qualité de cornette dans le régiment d’Harcourt, et fait deux campagnes. Mais il quitte le service aux instances de sa mère, qui désire le voir entrer dans la magistrature. En 1757, il acquiert la charge de lieutenant général criminel au bailliage de Rouen qu'il exerce jusqu'à la Révolution.
Admis en qualité d’adjoint de l’Académie de Rouen en 1752, puis académicien titulaire en 1766, et quatre ans après secrétaire, il y lut plusieurs mémoires remplis d’érudition et de critique, ainsi que des notices sur les membres décédés, entre autres sur Élie de Beaumont, Grandidier, Pigalle, Dreux du Radier, etc. Haillet de Couronne était aussi membre de l’Académie royale des Belles-Lettres de Caen.
Sa charge d’ailleurs est bientôt supprimée par la Révolution, et ce n’est pas sans peine qu’il parvient à se soustraire aux persécutions de la Terreur. Lors du rétablissement des académies, il rentre à celle de Rouen, mais, dans les dernières années de sa vie, il se retire à Paris, où il meurt.
Sa bibliothèque contenait des livres de la plus grande rareté et était composée de plus de trente mille volumes. Celle-ci était toujours ouverte aux savants, et lui-même se plaisait à leur communiquer ses propres recherches bibliographiques et littéraires. À l’exception des deux Éloges cités, aucun autre de ses ouvrages n’a été imprimé ; mais ses manuscrits ont passé dans différentes mains et ils ont été consultés avec fruit pour plusieurs entreprises littéraires.
« Le Style de M. de Couronne, dit un biographe, est généralement facile et coulant : il a de la chaleur et du coloris ; mais il se livre un peu trop à cette abondance qui souvent nuit à la correction. ».

## Œuvres
- Dictionnaire bibliographique des grands hommes de la Normandie.
- Traité comparatif de la poésie ancienne et moderne.
- Considérations sur la poésie dans son origine, ses progrès et sa décadence.
- Histoire de l’Académie de Rouen et de ses travaux.
- Dictionnaire bibliographique des livres rares, curieux et intéressants.
- Éloge de M. du Boullay, 1771, in-8o.
- Éloge de M. Cotton des Houssaies, docteur et bibliothécaire de Sorbonne, 1785.
- Éloge de Jacques-Philippe Le Bas et Éloge de Jean-Jacques Le Veau, in Gosseaume, Précis analytique des travaux de l'Académie de Rouen, Rouen, 1821.